# Ernest Vandenpeereboom
Pour les articles homonymes, voir Vandenpeereboom.
Ernest Louis de Gonzague Vandenpeereboom, né à Courtrai le 12 juillet 1807 et mort à Ypres le 11 novembre 1875, est un homme politique belge.

## Biographie
Ernest Louis de Gonzague Vandenpeereboom est le fils de François Xavier Joseph van den Peereboom, négociant à Courtrai, et de Marie-Thérèse Laloy.

## Fonctions et mandats
- Conseiller communal de Courtrai : 1836-1845
- Conseiller provincial : 1841-1847
- Commissaire d'arrondissement de Courtrai : 1847-1848
- Membre de la Chambre des représentants de Belgique : 1848-1854, 1857-1870
- Président de la Chambre des représentants :1863-1867

## Publications
- De la réforme du recrutement et des lois de milice, 1852.
- Du gouvernement représentatif en Belgique (1831-1848), 2 vol., 1856.
- Notice sur l'Assemblée de la Westflandre, dite Vergaderinge van West-Vlaanderen, 1789-1794, 1886.
- Recherches surla draperie et la gilde ou corporation des drapiers d'Ypres (...), 1875

## Sources
- Luc SCHEPENS, De provincieraad van West-Vlaanderen (1836-1921), Tielt, 1976.
- Jan SCHEPENS, Ernest Vandenpeereboom, in: Lexicon van West-Vlaamse schrijvers, Deel 2, Torhout, 1985.
- Jean-Luc DE PAEPE & Christiane RAINDORF-GERARD, Le Parlement belge, 1831-1894, Brussel, 1996.

- Notices d'autorité :   - VIAF
  - GND
  - NUKAT